# Piergiorgio Odifreddi
Piergiorgio Odifreddi, né le 13 juillet 1950 à Coni, est un mathématicien et un écrivain italien.

## Biographie
Piergiorgio Odifreddi a étudié les mathématiques en Italie, aux États-Unis et en Union soviétique. Il enseigne la logique à l'université de Turin et à l'université Cornell. Il collabore avec La Repubblica, L'Espresso, Le Scienze et le magazine Psychologies (version italienne). Il est l'un des présidents honoraires de l'Union des athées et des agnostiques rationalistes. En 2011, il remporte le prix Galilée pour la vulgarisation.

## Ouvrages en italien
Pour les éditions Einaudi et Longanesi, il a notamment publié :
- La trilogie logique :
  - C'era una volta un paradosso (Einaudi, 2001)
  - Il diavolo in cattedra (Einaudi, 2003)
  - Le menzogne di Ulisse (Longanesi, 2004), publié en France sous le titre Menteur qui comme Ulysse…
- Il matematico impertinente (2005)
- Incontri con menti straordinarie (2006)
- Il matematico impenitente (2008)
- La trilogie biographique :
  - In principio era Darwin (2009) (essais sur Charles Darwin)
  - Hai vinto, Galileo (sur Galilée, Mondadori, 2009)
  - Sulle spalle di un gigante (sur Newton, Longanesi, 2014).

Chez Rizzoli, il publie :
- Come stanno le cose (2013)
- Il museo dei numeri (2014)
- Il giro del mondo in 80 pensieri (2015)
- Il dizionario della stupidità (2016)
- Dalla Terra alle Lune (2017, traductions commentées de Plutarque, de Johannes Kepler et de Christian Huygens).
- La democrazia non esiste (2018)

## Ouvrages en français
- L'Évangile selon la Science. La religion à l'épreuve de la connaissance (2003), éditions Robert Laffont.
- Les mathématiques à l'aube du XXIe siècle: Des ensembles à la complexité (2004), éd. Belin.
- Menteur qui comme Ulysse...: Logique et paradoxes (2007), éd. Belin.
- Son essai Perché non possiamo essere cristiani (e meno che mai cattolici) (« Pourquoi nous ne pouvons pas être chrétiens (et encore moins catholiques) », paru en février 2007, en est déjà à sa 6e édition. Il a été traduit en français en 2013 aux éditions La Boîte à Pandore.

## Prix
- 1998, prix Galilée de l'Union mathématique italienne
- 2002, prix Peano de la Mathesis (it)
- 2006, prix Italgas de la divulgation
- Commandeur de l'ordre du Mérite de la République italienne.